# Cléo från 5 till 7
Cléo från 5 till 7 (originaltitel: Cléo de 5 à 7) är en fransk dramafilm från 1962 i regi av Agnès Varda, med Corinne Marchand i en av rollerna. Svängig musik av Michel Legrand, som även spelar kompositör i filmen.
I filmen tittar Cléo på en kortfilm regisserad av Jean-Luc Godard, med Anna Karina och Godard själv i rollerna.